# Uprchlý
Uprchlým se rozumí ten obviněný, který se trestnímu řízení vyhýbá tím, že uteče do ciziny nebo že se skrývá v tuzemsku. I v jeho nepřítomnosti, aniž by bylo možné ho postavit před soud, vyslechnout nebo mu dokonce sdělit obvinění, však lze trestní řízení vést. Konkrétní úprava řízení proti uprchlému je obsažena v § 302–306a trestního řádu.
Aby však bylo možné v řízení takto pokračovat, musí být spolehlivě zjištěn jeho úmysl se trestnímu řízení vyhýbat a není zároveň možné jej např. získat vyžádáním z ciziny (chybí dohoda se státem pobytu obviněného nebo místo pobytu není známo). Pokud by pak důvody pro toto specifické řízení pominuly, pokračuje se dále už podle standardních pravidel. Hlavními výjimkami oproti běžnému trestnímu řízení je to, že obviněný musí mít vždy obhájce, který obviněného plně zastupuje a jemuž se také doručují všechny písemnosti. Hlavní líčení lze provést i bez přítomnosti uprchlého. V řízení proti uprchlému také nelze vzhledem k úmyslu vyhnout se projednání věci sjednat dohodu o vině a trestu.
Pokud obviněný doposud neuprchnul, ale je důvodná obava, že by tak mohl učinit (např. se připravuje na odcestování do ciziny), je podle § 67 tr. řádu dán důvod pro jeho vzetí do tzv. útěkové vazby.